# Oloessa poeta
Oloessa poeta là một loài bọ cánh cứng trong họ Cerambycidae.